# Diane Dixon
Diane Lynn Dixon (* 23. September 1964 in Brooklyn) ist eine ehemalige US-amerikanische Leichtathletin. Die 1,65 m große und in ihrer Wettkampfzeit 57 kg schwere Dixon gewann im 400-Meter-Lauf und mit der 4-mal-400-Meter-Staffel Medaillen bei Olympischen Spielen und bei Weltmeisterschaften.

## Karriere
1981 gewann sie bei den US-Meisterschaften ihren ersten Hallentitel über 400 Meter. Von 1983 bis 1992 sollten zehn weitere Titel folgen. Bei den Olympischen Spielen 1984 in Los Angeles wurde Dixon im Staffelvorlauf eingesetzt, den das US-Team sicher gewann. Im Finale lief Valerie Brisco-Hooks auf ihrer Position, die US-Staffel gewann Gold; Diane Dixon wurde für ihren Einsatz im Vorlauf ebenfalls mit einer Goldmedaille geehrt. Die Hallenweltspiele 1985 in Paris-Bercy waren die ersten weltumspannenden Hallenmeisterschaften. Diane Dixon siegte auf der 400-Meter-Strecke unangefochten in 53,35 s und gewann die einzige Goldmedaille für die USA bei den Hallenweltspielen. 1986 gewann Dixon den Hallen-Grand Prix der IAAF.
Bei den Weltmeisterschaften 1987 in Rom wurde Dixon über 400 Meter in 51,13 s den siebten Platz. Die US-amerikanische Staffel in der Besetzung Dixon, Denean Howard, Valerie Brisco und Lillie Leatherwood gewann die Bronzemedaille hinter den Staffeln aus der DDR und der UdSSR. 1988 bei den Olympischen Spielen in Seoul wurde Dixon in 50,78 s Fünfte. Das Staffelfinale war das schnellste Staffelrennen aller Zeiten, die UdSSR gewann in der auch 2007 noch bestehenden Weltrekordzeit von 3:15,17 min. Die US-Staffel mit Denean Howard, Diane Dixon, Valerie Brisco und Florence Griffith-Joyner lief mit 3:15,51 min die zweitschnellste Zeit aller Zeiten.
Im Finale der Hallenweltmeisterschaften 1989 in Budapest verlor Dixon in 51,77 s überraschend gegen die deutsche Helga Arendt. Zwei Jahre später bei den Hallenweltmeisterschaften 1991 in Sevilla siegte Dixon mit US-amerikanischem Hallenrekord von 50,64 min vor der für Spanien startenden Sandra Myers. Sechs Jahre nach ihrem Sieg bei den Welthallenspielen war Dixon auch die erste US-Amerikanerin, die einen offiziellen Hallenweltmeistertitel gewann. In Sevilla wurde erstmals bei Hallenweltmeisterschaften die 4-mal-400-Meter-Staffel ausgetragen. Es gewann die deutsche Staffel vor der Sowjetunion, die Amerikanerinnen erhielten nur die Bronzemedaille, obwohl Dixon als Schlussläuferin in fliegend gestoppten 50,2 s die schnellste Zeit aller Läuferinnen rannte. Nach 1986 gewann Dixon zum zweiten Mal den Hallen-Grand Prix. Im Freien bei den Weltmeisterschaften 1991 in Tokio belegte Dixon den achten Platz in 51,73 s. Das Staffelrennen gewannen die Läuferinnen aus der UdSSR, die US-Staffel erlief Silber in der Besetzung Rochelle Stevens, Diane Dixon, Jearl Miles und Lillie Leatherwood.

## Bestzeiten
- 100 Meter: 11,27 s (1986)
- 200 Meter: 22,53 s (1986)
- 400 Meter: 49,84 s (1988)